# Unterramsern
Unterramsern est une commune suisse du canton de Soleure, située dans le district de Bucheggberg.